# 손해보험협회
손해보험협회(損害保險協會, General Insurance Association of Korea)는 손해보험사업자들 사이의 업무질서 유지와 보험산업의 건전한 발전을 위하여 1946년 8월 1일 설립된 사단법인이다.

## 역사
1946년 8월 1일 조선손해보험협회로 시작하였으나, 1948년 9월 1일 사단법인 대한손해보험협회로 명칭을 상호로 변경하였다. 1975년 1월 1일 한국손해보험협회요율선정회를 통합하고, 1980년 11월 1일 해상·손해보험 풀과 한국원자력보험 풀을 흡수 통합하였다. 1981년 5월 20일 서울 지역에 손해보험상담소를 설치하고, 1987년 5월 25일 지방 5개 지역에 손해보험상담소를 설치 시작하였다. 1989년 6월 1일 원자력보험 위임업무를 대한화재보험에 이관하였으나, 1992년 현 브랜드 명칭을 손해보험협회로  변경하였다. 1997년 5월 1일 의료연수부를 신설하였다. 1998년 3월에 의료연수를 실시하였다. 2001년 10월 보험범죄 아카데미를 개설하고, 또 다음 해 1월 의료연수 평생교육기관으로 지정된 뒤, 2002년 1월에는 보험범죄방지센터를 설치하였고. 2006년 명칭을 대한손해보험협회에서 현 명칭을 손해보험협회로  변경하였다.

## 개요

### 조직
- 상근임원으로는 회장과 전무, 4명의 본부장이 있다
- 본부장 아래는 13개의 부서가 구성되어있고, 지방에는 3개 본부와 2개 지역센터가 있다.

### 주요 기능
- 손해보험에 관한 제도개선 연구 및 건의
- 손해보험에 관한 조사, 통계 및 전산화
- 손해보험 모집에 관한 연구
- 재해방지 및 손해경감에 관한 조사 및 연구
- 손해보험에 관한 홍보와 상담
- 소비자보호 업무

## 회원사

### 정회원
- 메리츠화재해상보험
- 한화손해보험
- 롯데손해보험
- MG손해보험
- 흥국화재해상보험
- 삼성화재해상보험
- 현대해상화재보험
- KB손해보험
- DB손해보험
- AXA손해보험
- 하나손해보험
- 서울보증보험
- 코리안리재보험
- AIG손해보험
- 농협손해보험

### 준회원
- 에이스아메리칸화재해상보험
- 신한EZ손해보험

## 같이 보기
- 생명보험협회

## 바로 가기
- 손해보험협회 공식 홈페이지 보관됨 2006-08-10 - 웨이백 머신